# Les Ambassadeurs
Les Ambassadeurs (àrab: السفراء, As-sufarāʾ) és una pel·lícula tunisiana dirigida el 1975 per Naceur Ktari. Va guanyar el Tanit d'or al Festival de Cinema de Cartago (JCC) el 1976 i el Premi Especial del Jurat al Festival Internacional de Cinema de Locarno el mateix any. Va ser seleccionada al 31è Festival Internacional de Cinema de Canes l'any 1978 a la categoria «Un certain regard».

## Argument
Al districte de la Goutte-d'Or a París, els emigrants nord-africans viuen en grups perquè no els volen a un altre lloc. Les dues comunitats, àrab i francesa, obligades a conviure, no s'entenen i s'enfronten. Salah, que ve del sud del Magrib, descobreix la vida d'un emigrant a París i assisteix com a testimoni o actor als incidents quotidians que teixeixen la vida dels seus compatriotes. Això, tret que hom assumeixi mitjans menys que honestos, és dolorós. Els francesos racistes del barri van prendre la iniciativa en atacs que van arribar fins a un doble assassinat. Salah, ajudat per companys decidits, s'adona que cal actuar i col·labora en l'organització d'una manifestació multitudinària. Tothom es troba al tribunal unit i decidit.

## Repartiment
- Sid Ali Kouiret: Salah
- Jacques Rispal: Albert
- Tahar Kebaïli: Mehdi
- Marcel Cuvelier: Pierre
- Mohamed Hamam: Ahmed
- Dominique Lacarriere: Zohra
- Faouzi Kasri: Ali
- Pierre Forget: Cecelle
- Dynn Yaad: Kamel
- Françoise Thuries: La professora
- Med Hondo: Med
- Catherine Rivet: Catherine
- Didane Oumer: Hedi
- François Dyrek: Paul
- Raoul Curet: El professor
- Gilberte Géniat: El forner
- Guy Mairesse: El vigilant
- Khémaïs Khayati: Aziz
- Paul Pavel: Periodista
- Denise Peron: Denise
- Alice Reichen: una mestra
- Yves Wecker: Nicolas
- Jenny Clève: Simone
- Annie Noel: Josette
- Omar Chouiref
- Berabah Rabah
- Abdellatif Hamrouni
- Samir Ayedi

## Premis
- Tanit d'or al Festival de Cinema de Cartago (1976)[3]
- Premi especial del jurat del Festival Internacional de Cinema de Locarno (1976)

## Rerències
1. ↑  Les Amabasadeurs a New York Times.
2. ↑  Roy Armes. African Filmmaking: North and South of the Sahara. Indiana University Press (2006) pp. 82–83 ISBN 0-253-21898-5
3. ↑  Gönül Dönmez-Colin. The Cinema of North Africa and the Middle East. Wallflower Press (2007). pp71–72 ISBN 1-905674-10-4